# Jennifer Zeeck
Jennifer Zeeck (* 8. September 1971) ist eine ehemalige deutsche Fußballspielerin.

## Karriere
Zeeck begann und beendete ihre Spielerkarriere im Seniorinnenbereich bei der SG Praunheim. Bei der Premiere der neu gegründeten und in den Gruppen Nord und Süd unterteilten Bundesliga bestritt sie vom 2. September 1990 bis zum 12. Mai 1991 alle 18 Saisonspiele der Gruppe Süd. Ihr einziges, zugleich letztes Punktspiel erfolgte am 21. August 1994 (2. Spieltag) beim 5:1-Sieg im Heimspiel gegen den TuS Wörrstadt, nachdem sie zum Verein zurückgekehrt war.
Dazwischen war sie in 23 Punktspielen in den Saisonen 1991/92 und 1992/93 für den Ligakonkurrenten FSV Frankfurt aktiv, bei dem ihr am 20. September 1992 (4. Spieltag) beim 5:0-Sieg im Heimspiel gegen den TuS Ahrbach ihr einziges Bundesligator gelang.
Da ihre Mannschaft 1992 das Pokalfinale gewonnen hatte – sie wurde in diesem nicht eingesetzt – fand sie bei der Premiere des Wettbewerbs um den DFB-Supercup 1992 Berücksichtigung. In der Begegnung mit dem Deutschen Meister TSV Siegen am 11. August im Niedersachsenstadion von Hannover war sie mit ihrer Mannschaft diesem mit 0:4 unterlegen.

## Erfolge
- DFB-Pokal-Sieger 1992 (ohne Finaleinsatz)
- DFB-Supercup-Finalist 1992